# Boyd (Montana)
Boyd es un lugar designado por el censo ubicado en el condado de Carbon en el estado estadounidense de Montana. En el Censo de 2010 tenía una población de 35 habitantes y una densidad poblacional de 60,33 personas por km².

## Geografía
Boyd se encuentra ubicado en las coordenadas 45°27′20″N 109°4′0″O / 45.45556, -109.06667. Según la Oficina del Censo de los Estados Unidos, Boyd tiene una superficie total de 0.58 km², de la cual 0.58 km² corresponden a tierra firme y (0%) 0 km² es agua.

## Demografía
Según el censo de 2010, había 35 personas residiendo en Boyd. La densidad de población era de 60,33 hab./km². De los 35 habitantes, Boyd estaba compuesto por el 100% blancos, el 0% eran afroamericanos, el 0% eran amerindios, el 0% eran asiáticos, el 0% eran isleños del Pacífico, el 0% eran de otras razas y el 0% pertenecían a dos o más razas. Del total de la población el 0% eran hispanos o latinos de cualquier raza.